# Суперкубок Сирії з футболу
Суперкубок Сирії з футболу (араб. كأس_الجمهورية_السورية) — футбольне змагання у Сирії, яке складається з одного матчу і проводиться між чемпіоном країни та володарем кубку.

## Історія
Турнір започаткований у 1982 році. Перший титул виграв «Тішрін». 

## Фінали
| Сезон | Переможець | Рахунок          | Фіналіст    |
| ----- | ---------- | ---------------- | ----------- |
| 1982  | Тішрін     | 2 - 1            | Аль-Іттіхад |
| 1985  | Аль-Карама | 3 - 0            | Аль-Іттіхад |
| 1991  | Аль-Фотува |                  |             |
| 1993  | Аль-Вахда  |                  |             |
| 2008  | Аль-Карама | 3 - 0            | Аль-Маджд   |
| 2014  | Аль-Джаїш  | 0 - 0 пен. 4 - 2 | Аль-Вахда   |
| 2016  | Аль-Вахда  | 1 - 0            | Аль-Джаїш   |
| 2018  | Аль-Джаїш  | 1 - 0            | Аль-Іттіхад |
| 2019  | Аль-Джаїш  | 2 - 0            | Аль-Ватба   |
| 2020  | Аль-Вахда  | 2 - 1            | Тішрін      |

## Титули за клубами
| Клуб       | Перемоги | Роки перемог     |
| ---------- | -------- | ---------------- |
| Аль-Джаїш  | 3        | 2014, 2018, 2019 |
| Аль-Вахда  | 3        | 1993, 2016, 2020 |
| Аль-Карама | 2        | 1985, 2008       |
| Тішрін     | 1        | 1982             |
| Аль-Фотува | 1        | 1991             |